# Рудик Сергій Ярославович
Сергі́й Яросла́вович Ру́дик (нар. 11 жовтня 1970, Чернівці) — народний депутат України VIII та IX скликання. З березня 2022 року — військовослужбовець ЗСУ, полковник. Кандидат історичних наук (2004).
Обраний шляхом самовисування по в.о. № 198 у Черкаській області. Заступник голови Комітету ВРУ з питань аграрної та земельної політики. Із червня 2020 року — Представник Федерації профспілок у ВРУ, з серпня 2023 року — голова Української всесвітньої координаційної ради.
Делегат Об'єднавчого собору ПЦУ, голова партії «Команда Сергія Рудика. Час змін!».

## Освіта
Чернівецький університет ім. Федьковича, історичний факультет (1992), «Всесвітня історія». Українська академія державного управління при Президентові України (2001), магістр державного управління. Університет Північного Лондона (2001), «Суспільна адміністрація». Кандидатська дисертація «Еміграція українських біженців і переміщення осіб до США та Канади після Другої світової війни: причини, особливості, наслідки (1945—1953)». Докторантура Національної академії державного управління при Президентові України (2011—2013).

## Кар'єра

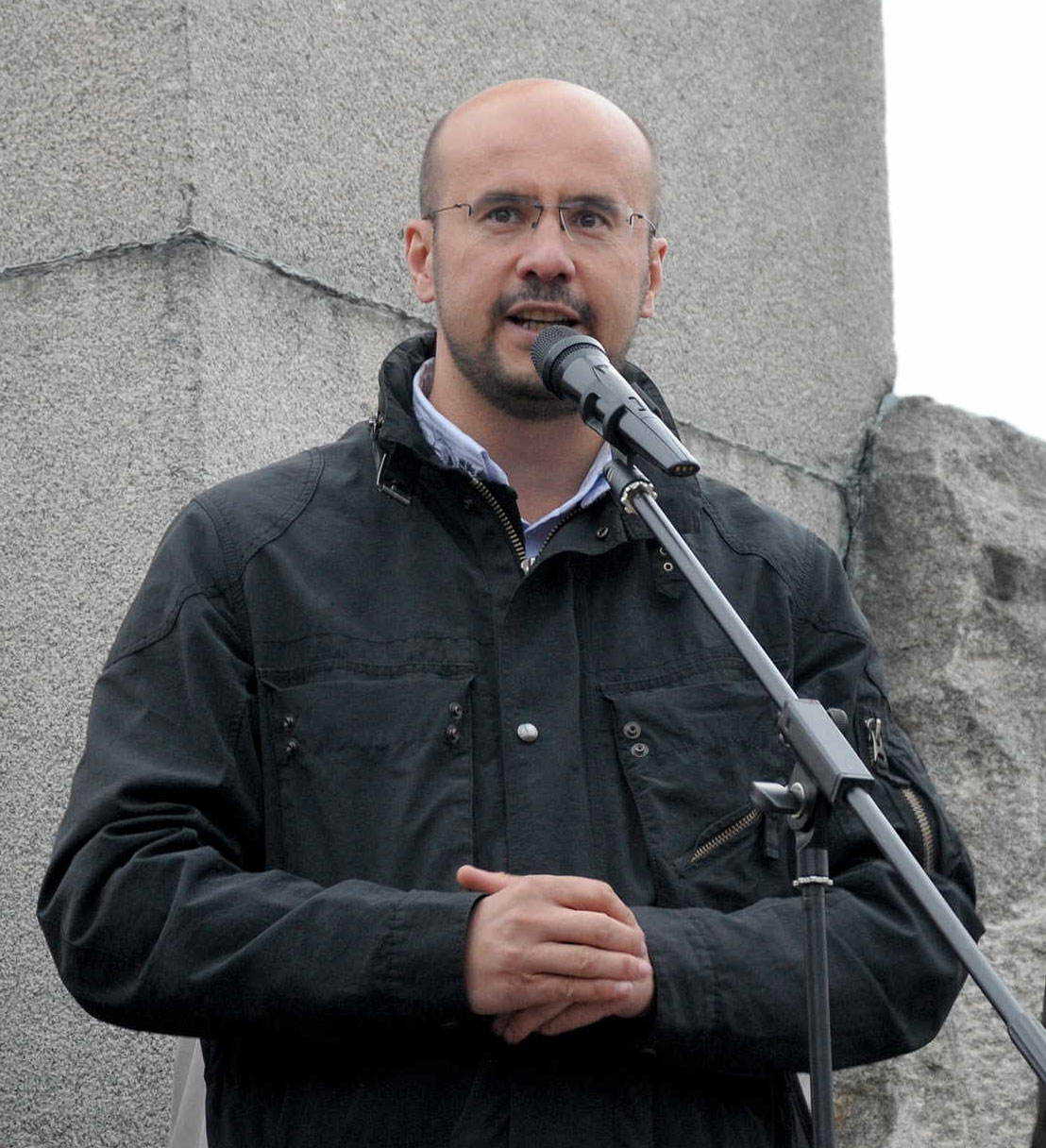
Сергій Рудик у 2014

- Серпень — листопад 1992 — вихователь Вижницької школи-інтернату Чернівецької області.
- Листопад 1992 — жовтень 1995 — аспірант Чернівецького державного університету імені Юрія Федьковича.
- 1993–1994 — кореспондент всеукраїнської газети «Час».
- Листопад 1995 — червень 1996 — викладач Чернівецького механіко-технологічного технікуму.
- Із 1996 по 1999 рр. працював у Міністерстві (після реорганізації — Державному комітеті) України у справах національностей та міграції на посадах начальника відділу організаційного забезпечення повернення депортованих, а згодом начальника управління у справах депортованих.
- Голова наглядової ради ГО «Фонд регіональних ініціатив» (з березня 2001).
- Президент Асоціації державних службовців (з травня 2005).
- 24 жовтня 2005 — 10 січня 2007 — голова Державного комітету України у справах національностей та міграції[1][2].
- Депутат Київської міськради (квітень 2006 — травень 2008), голова постійної комісії з питань місцевого самоврядування, регіональних і міжнародних зв'язків (з червня 2006).
- Голова політради Київської міської організації ГП «Пора» (з 2007); заступник голови Ради з питань етнонаціональної політики (з травня 2006).
- 2007 — березень 2010 — заступник голови Київської міськдержадміністрації.
- 2011 р. — радник голови Тернопільської обласної ради.
- Керівник секретаріату депутатської фракції ВО «Свобода» у Верховній Раді України (січень 2013 — квітень 2014).
- У квітні 2014 року був призначений головою Державного агентства земельних ресурсів України[3]. Відсторонений від виконання обов'язків розпорядженням Кабміну 10 вересня 2014 року[4]. Звільнений з посади 26 листопада 2014 року у зв'язку з обранням народним депутатом України[5].
- Голова Української всесвітньої координаційної ради (з серпня 2023)[6].

## Парламентська діяльність
2014 року обраний за одномандатним в.о. № 198 (Черкаська область) шляхом самовисунення. 2 грудня 2014 року склав присягу народного депутата. В Раді обіймав посаду голови підкомітету з питань державного боргу та фінансування державного бюджету комітету з питань бюджету.
2015 вийшов з партії Свобода. 12 квітня 2016 року партія закликала громадськість не асоціювати Рудика з даною партією і засудила його «угодовську позицію та вхід до фракції влади».
У серпні 2019-го став нардепом IX скликання.

## Скандали
14 червня 2014 року Сергій Рудик як голова Державного агентства земельних ресурсів України прибув до Дніпра представляти новопризначеного ним в.о. голови обласного Управління земельних ресурсів Вадима Чувпила. Проти призначення виступили громадські активісти, заявляючи, що Чувпило пов'язаний із корупційними схемами при оформленні землі і є наближеною особою до проросійського політика Олександра Вілкула. На тлі скандалу Дніпропетровська ОДА повідомила, що за вказівкою Рудика Дніпропетровщину було відключено від електронного реєстру документації із землеустрою та оцінки земель.

## Особисте життя
- Дружина — Рудик Маріанна Володимирівна
- Батько Ярослав Дем'янович (1947–2019), мати Таїсія Миколаївна (1948 р.н.).
- Діти: Максим (1999 р. н.), Іван (2006 р.н.), Євгенія (2012 р. н.).

## Доробок
Є автором та співавтором понад 20 науково-публіцистичних праць з питань державного управління, розвитку громадянського суспільства та міграційної проблематики, зокрема:
- «Етика поведінки державних службовців під час виборів»,
- «Органи самоорганізації населення. Сучасні тенденції. Основи створення, проблеми функціонування та розвитку»,
- «Об'єднання співвласників багатоквартирного будинку як інститут громадянського суспільства».

## Нагороди та звання
- Державний службовець 2-го рангу (грудень 2005)[12]
- Почесна грамота Верховної Ради України (березень 2006)[13]
- Орден «За заслуги» III ступеня (жовтень 2009)[14]
- Орден «За заслуги» ІІ ступеня (грудень 2017)[15]
- Орден Святого Юрія Переможця (жовтень 2007)[16]
- Орден Святого Миколая Чудотворця (липень 2009)[17]
- Орден Святого Рівноапостольного князя Володимира Великого ІІІ ступеня (листопад 2013)[18]
- Орден Христа Спасителя (серпень 2014)[19]
- Орден Святого Рівноапостольного князя Володимира Великого ІІ ступеня (жовтень 2017)[20]
- Орден святих Кирила і Мефодія (жовтень 2017)[21]
- Нагрудний знак «Знак Пошани» (Київ) (вересень 2006)[22]
- Хрест Симона Петлюри" (липень 2009)[23]
- Медаль «За жертовність і любов до України» (2015)
- Медаль «За сприяння Збройним Силам України» (липень 2017)[24]